# Tabora (stad)

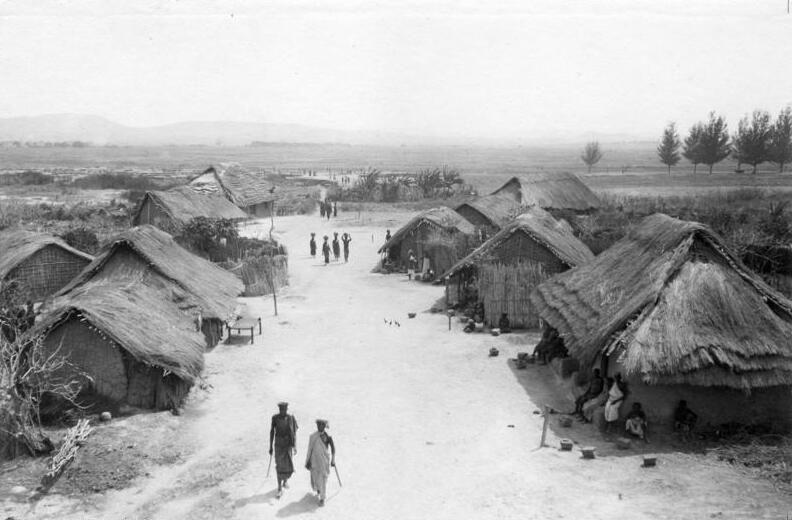
Tabora in 1906

Tabora is een stad in het centraal-westelijke gedeelte van Tanzania. Ze ligt op een plateau zo'n 1.200 meter boven de zeespiegel.

## Geschiedenis
Tabora is opgericht rond 1825 door Swahili's uit de Oost-Afrikaanse kuststreek en Zanzibar. Ze namen de karavaanhandel tussen Oost-Congo en Zanzibar over, voornamelijk ivoor en honing. Het nieuwe centrum lag in het gebied van de Nyamwezi. Dit volk had het alleenrecht om dragers voor de karavanen te leveren. 

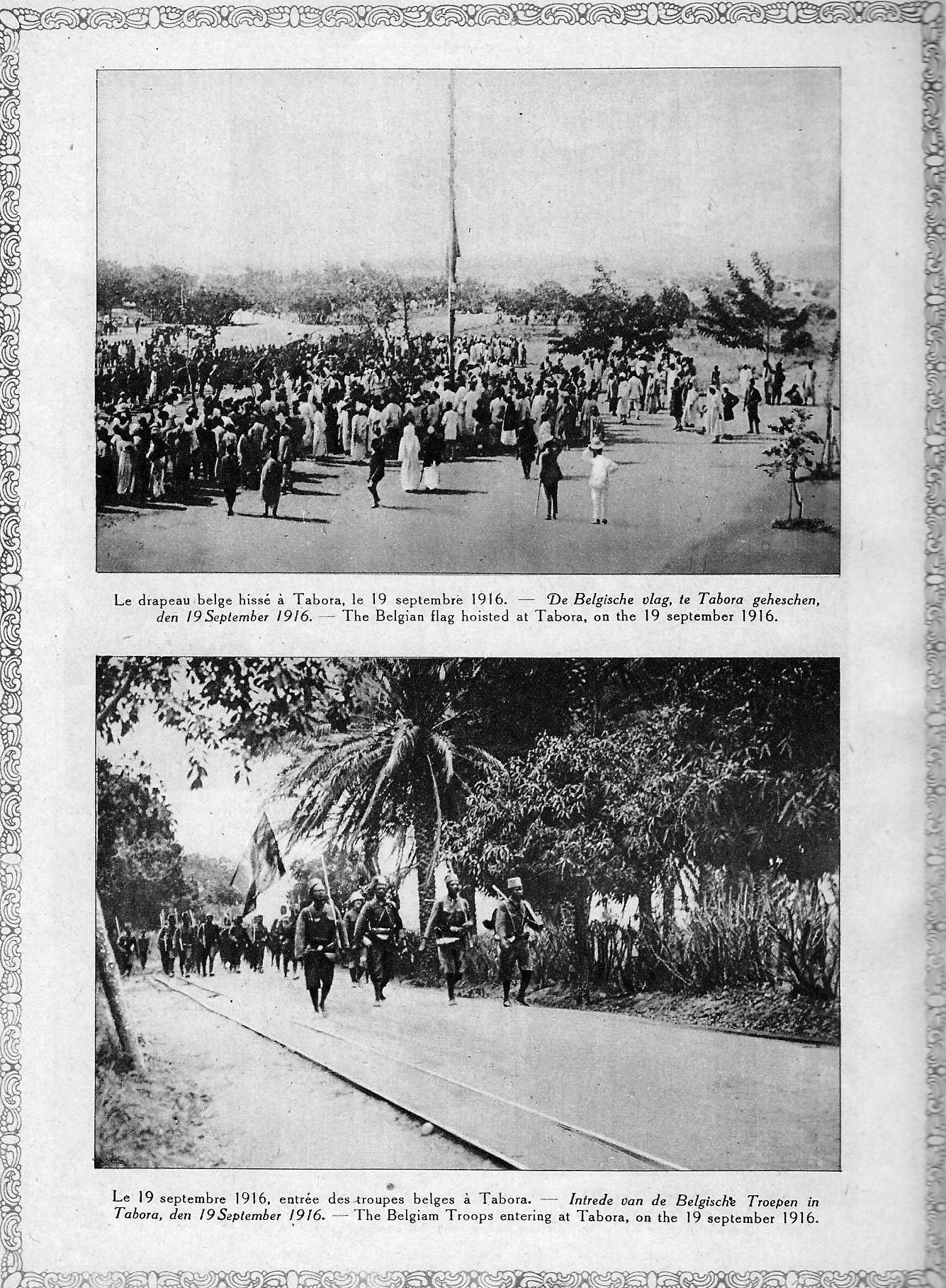
Inname van Tabora (1916)

De stad kende ook slavenhandel. De beruchte Tippo Tip haalde slaven uit Ujiji aan het Tanganyikameer en transporteerde hen via Tabora naar Zanzibar, waar zij verkocht werden voor arbeid in het Midden-Oosten. De slaventransporten naar Amerika werden niet vanuit Zanzibar geregeld, maar vanaf het eiland Gorée voor de kust van West-Afrika.
In 1885 werd het gebied geclaimd als onderdeel van Duits-Oost-Afrika, maar het duurde tot 1891 voor de Duitse kolonialen het gebied ook effectief onder controle kregen. De stad werd een belangrijk station op de Mittellandbahn tussen Dar es Salaam en Kigoma (aangelegd tussen 1905 en 1914). Later kwam er ook een noordwaartse spoorlijn naar Mwanza aan het Victoriameer (aangelegd tussen 1923 en 1928).
De ontdekkingsreizigers Richard Francis Burton, John Hanning Speke, Jerome Becker en Henry Stanley brachten allen verschillende maanden door in de stad.
Tijdens de Eerste Wereldoorlog veroverde de Belgisch-Congolese Force Publique onder generaal Charles Tombeur de stad in 1916 op de Duitsers na de hevige Slag bij Tabora.
De Britten namen het gebied over en bouwden in 1925 de Boys Central Government Secondary School. Het was een eliteschool waar toekomstige bestuurskaders werden opgeleid. Onder meer de latere president Julius Nyerere volgde er les.

## Naam
De stad is vernoemd naar de proviand waarmee de karavanen zich voedden: zoete aardappelen die werden gekookt, in schijven gesneden en gedroogd in de zon. In de taal van de Nyamwezi heette zo'n schijf "tabora".
Oorspronkelijk noemden de Nyamwezi hun stad Chemchem, waterbron. Hij is ook nog bekend als Kazeh, zo genoemd door Tutsi veehouders die zich er op een heuvel vestigden.

## Religie
Sinds 1953 is Tabora de zetel van een rooms-katholiek aartsbisdom.

## Eerbetoon
In 1919 is een deel van de Brusselse Boterstraat herdoopt tot Taborastraat, als herdenking aan de slag bij Tabora.

## Verder lezen
- Stephen Rockel, "A Nation of Porters. The Nyamwezi and the Labour Market in Nineteenth-Century Tanzania", in: Journal of African History, vol. 34, 2000, nr. 3, blz. 173-195